# Abu Adżwa
Abu Adżwa (arab. أبو عجوة) – wieś w Syrii, w muhafazie Hama. W 2004 roku liczyła 693 mieszkańców.